# لاله واژگون یونانی

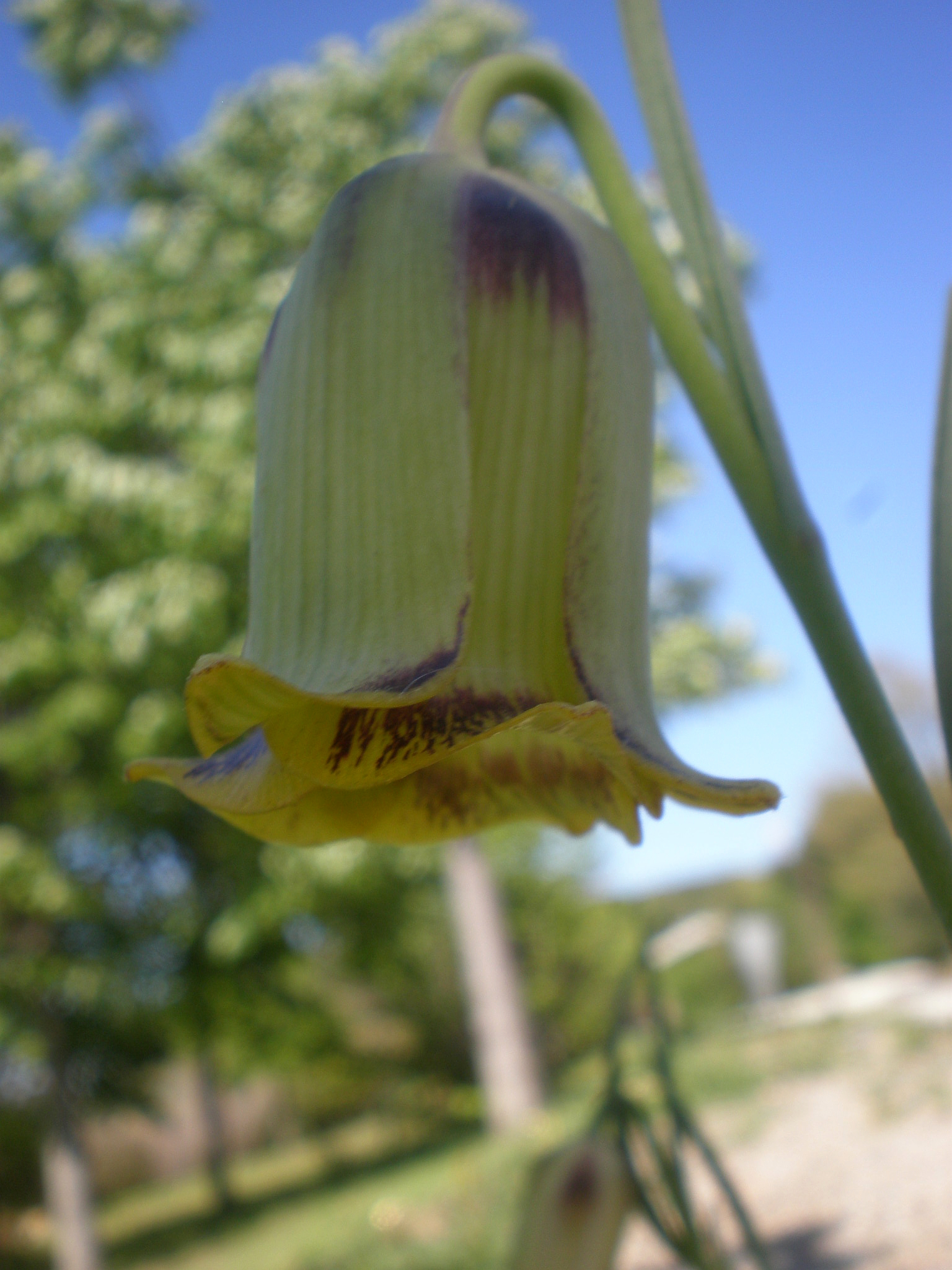
تصویر گل لاله واژگون یونانی

لاله واژگون یونانی(نام علمی: Fritillaria graeca) نام یک گونه از سرده لاله واژگون است.